# Oštipka
Oštipka (Voštipka, Voštěpka) je zaniklá usedlost v Praze na Smíchově, která stála přibližně v místech vyústění ulice Radlická do ulice Kartouzské.

## Historie
Usedlost Oštipka vznikla sloučením dvou původních usedlostí Kryšpínky a Nedbalky. Jméno dostala pravděpodobně od zdejší štěpnice. Tvořily ji obytná budova se dvěma skleníky a vlastnil ji Baptist Riedl.
Po vzniku Ringhofferovy továrny roku 1852, postavené na pozemcích Oštipky, se dostala do jejího areálu a byla využívána pro provoz; říkalo se jí Vagonka či Strojírna.
Koncem 90. let 20. století zanikla s celou továrnou.